# دوره سوم میانی مصر
دوره سوم میانی مصر با مرگ فرعون رامسس یازدهم در سال ۱۰۷۰ پیش از میلاد و پایان پادشاهی نوین مصر آغاز شد و پایان این دوره، آغاز دوره متأخر مصر باستان است. رخدادهای گوناگونی به عنوان آغاز دوره متأخر ارائه شده‌اند، ولی معمولاً تأسیس دوره بیست و ششم توسط پسامتیک یکم در سال ۶۶۴ پیش از میلاد به عنوان مرز میان دو دوره در نظر گرفته می‌شود. تأسیس دوره بیست و ششم همزمان با اخراج حاکمان نوبه‌ای دودمان بیست و پنجم (پادشاهی کوش) توسط آشوریان تحت فرمانروایی آشوربانی‌پال بود. مفهوم دوره سوم میانی مصر در سال ۱۹۷۸ توسط مصرشناس بریتانیایی به نام کنت کیچن ارائه شد.
این دوره مقارن با سقوط و ناپایداری سیاسی و همزمان با فروپاشی تمدنهای خاور نزدیک باستان و مدیترانه شرقی در اواخر عصر برنز بود.

## تاریخچه

### دودمان بیست و یکم
شاخصهٔ دوره دودمان بیست و یکم گسستگی پادشاهی بود. البته در دوران حکومت رامسس یازدهم نیز کاهنان تبس در حال قدرت‌گرفتن بودند و دودمان بیستم به تدریج تسلط بر این شهر را از دست داد. پس از مرگ رامسس، جانشینش اسمندس در شهر تانیس حاکم بود؛ ولی تنها در مصر سفلی قدرت داشت. در همین زمان، عملاً کاهنان عالی آمون در تبس بر مصر میانه و علیا فرمان می‌راندند. البته از آنجایی که کاهنان و فرعون‌ها از یک خاندان بودند، این تقسیم اهمیت چندانی نداشت.

### دودمان بیست و دوم و بیست و سوم
ششونک یکم، بنیان‌گذار دودمان بیست و دوم، از نوادگان مهاجران مش‌وش از اهالی لیبی باستان بود. در این دودمان، کشور دوباره متحد شد و به مدت بیش از یک سده، ثبات به کشور بازگشت. ولی پس از مرگ اوسورکن دوم، کشور دوباره به دو دولت تقسیم شد. در سال ۸۱۸ پ. م ششونک سوم از دودمان بیست و دوم بر مصر سفلی و تاکلوت دوم و پسرش اوسورکن بر مصر وسطی و علیا فرمان می‌راندند. در تبس، جنگ داخلی به راه افتاد و در نهایت اوسورکن دشمنان خود را شکست داد. او دودمان بیست و سوم را بنیان نهاد؛ ولی پس از مرگ رودامون، دولت‌شهرهای محلی در هراکلئوپولیس، هرموپولیس و تبس برآمدند.

### دودمان بیست و چهارم
پادشاهی کوش از این تقسیم و بی‌ثباتی سیاسی ناشی از آن بهره برد. کاشتا نفوذ نوبه را به درون تبس گسترش داد. بیست سال بعد، در سال ۷۳۲ پ. م جانشینش بعنخی به شمال لشکر کشید و ارتش متحد حاکمان بومی مصری را شکست داد.

### دودمان بیست و پنجم
بعنخی دودمان بیست و پنجم را تأسیس کرد و حاکمان شکست‌خورده را به عنوان فرماندار استان‌ها منصوب کرد. پادشاهی دوباره متحد شدهٔ درهٔ نیل به بزرگی پادشاهی نوین بود. فرعون‌های این دودمان از جمله تهارقا معابد و یادبودهایی در درهٔ نیل بنا کردند. با عقب‌نشینی حاکمان نوبی به سرزمین اصلی خود نپته، دودمان بیست و پنجم به پایان رسید.
در این زمان، اعتبار بین‌المللی مصر به شدت کاهش یافته‌بود و متحدان بین‌المللی آن در برابر آشور شکست خورده‌بودند. با توجه به ضرورت فتح مصر برای حفظ منافع آشور در شام، در حدود سال ۷۰۰ پ. م انتظار جنگ میان مصر و آشور می‌رفت.
علی‌رغم بزرگی و ثروت مصر، آشور چوب بیشتری برای تهیهٔ زغال و ذوب آهن و بنابراین ذخایر بزرگتری از سلاح‌های آهنی داشت. آشور در سال‌های ۶۷۰ تا ۶۶۳ پ. م به مصر هجوم برد و در سال ۶۶۴ پ. م تبس و ممفیس را غارت کرد.

### پایان دوره سوم میانی
مصر علیا مدتی در دستان تهارقا و جانشینش تانتامانی ماند. در مصر سفلی پادشاهان دست‌نشاندهٔ آشور با عنوان دودمان بیست و ششم حکومت می‌کردند. در سال ۶۶۳ پ. م تانتامانی به مصر سفلی هجوم برد، ممفیس را تصرف کرد و نخو یکم را که به آشوربانی‌پال وفادار بود، کشت. سپس لشکر بزرگی به فرماندهی آشوربانی‌پال و پسامتیک یکم (پسر نخو یکم) بازگشت و تانتامانی را در شمال ممفیس شکست داد. با گسترش قدرت آشوریان در مصر علیا، کوشی‌ها به نوبه عقب نشستند. تبس که ضعیف شده‌بود، در سال ۶۵۶ پ. م به صورت صلح‌آمیز تسلیم پسامتیک شد. آتلانرسا جانشین تانتامانی، توان تلاش برای فتح دوبارهٔ مصر را نداشت. پسامتیک مرز جنوبی را در الفانتین ایمن کرد و حتی شاید لشکری به نپته فرستاد. پسامتیک خود را از تبعیت آشور خارج کرد و در دورهٔ حکومت ۵۴ سالهٔ خود در سائیس ثبات را به مصر بازگرداند.
از ۶۱۰ تا ۵۲۵ پ. م چهار پادشاه دیگر در سائیس حکومت کردند. در این زمان، قدرت تازه‌ای به نام شاهنشاهی هخامنشی در خاور نزدیک برخاست و در نبرد پلوزیوم، پسامتیک سوم را شکست داد.